# 夏色小町
『夏色小町』（なついろこまち）は、2003年2月28日にPurple softwareから発売された18禁恋愛アドベンチャーゲーム。売り上げは18000本。同年9月25日には、プリンセスソフトから『夏色小町【一日千夏】』（なついろこまち いちじつせんか）のタイトルでPlayStation 2へ移植されている。
なお、2000年にNECインターチャネル（現インターチャネル）より発売された『夏色剣術小町』と混同されることが多いが、関連性は無い。

## ストーリー
携帯電話の電波も届かないような小さな村。その村の学園で主人公・中田友也は水泳の学園最後の大会に向けて最終調整を行っていた。しかし、思うようにタイムが伸びずに悩んでいた時、友也が部活動の男子代表として宣誓式をやることになった。そして、共にやる相手は自分の幼なじみであり、弓道で全国大会を2年連続優勝を飾った有賀美琴だった。お互い疎遠となっていた二人が再会し、友也にとって思い出に残る学園最後の夏休みが始まる。

## 登場人物
中田友也（なかた ともや）
声：森川智之 (ドラマCD？)／野島健児（サウンド フロム 夏色小町）
本作の主人公。青雲学園の3年生。水泳部の部長を務めており、部活動も真面目に行っている。学園最後の地区大会に向けて練習をしているが、思うようにタイムが伸びずに悩んでいる。
早くに実母を亡くし、父が再婚したがその義母も間もなく死亡。父親が単身赴任中であるため、現在は義妹の鈴愛と2人で暮らしている。女の子には優しいが、女の子の気持ちに対しては少々鈍感である。鈴愛の頼みから、玄関の前で雀に餌をあげることを日課としている。美琴とは幼なじみだが、自分が地区予選どまりに対して美琴が全国大会を2連覇していることに負い目を感じている。
有賀美琴（ありが みこと）
声：RURU
身長158cm、体重46.5kg、3サイズはB88、W58、H88。血液型A型。
本作におけるメインヒロイン。青雲学園の3年生。友也や紘司とは幼馴染であるが部活で忙しく半ば疎遠の状態であったが、一学期最後の宣誓式の時に再び関わりを持つようになる。
才色兼備で文武両道の優等生。弓道部主将を務めており、全国大会で2連覇達成している。そのため、地方紙や地元テレビ局から取材を受けることも多いが、本人は苦手としている。友也と紘司とは疎遠になっていたが、再会した時も全く態度が変わらず友好的に接してくれる。両親を早くに亡くし祖父と妹の美樹と3人暮らし。弓道も祖父から学んだものであり、祖父の厳しい特訓から身に着けた努力の賜物である。
有賀美樹（ありが みき）
声：飯田空
身長154cm、体重43.4kg、3サイズはB85、W57、H84。血液型B型。
美琴の妹。青雲学園の1年生であり弓道部所属。友也のファンらしいが、友也は久しぶりに会ったためか彼女の事をよく覚えていなかった。夏休みに入ってから紘司の企画するイベントなどでよく顔を出すようになった。
元気で明るく人懐っこい性格。典型的なお姉ちゃんっ子であるが、時折はしゃぎすぎて美琴に怒られている。美琴と同じように祖父から弓道を学んでいたためか、一年にして補欠メンバーに選ばれるほどの実力がある。お化けが苦手で、肝試しなどは泣くほど嫌がっている。
中田鈴愛（なかた すずめ）
声：しおみれい
身長149.2cm、体重40.3kg、3サイズはB79、W56、H80。血液型AB型。
友也の義妹。青雲学園の1年生。中田家では家事を担当し、友也のお弁当を毎日作っている。料理部に所属し、新入部員でありながら先輩の部員からも一目置かれている存在だが、後にカナヅチでありながら友也のいる水泳部に入部する。
とても内気な性格で気を許せる知り合い以外はあまり話せず、人ごみなどを苦手としている。だけど、友也に対して必要以上によく甘えている。料理の腕はいいのだが、献立に関わらず毎日ビスケットが出るほどのビスケット好き。紘司に言い寄られているが、話はするものの好意は全く抱いていない。
柊なぎさ（ひいらぎ なぎさ）
声：水城ありさ
身長156cm、体重44.2kg、3サイズはB84、W58、H86。血液型A型。
友也のクラスメート。青雲学園の3年生。目立たない存在であり友也も名前を覚えている程度だが、紘司から言わせると可愛い女の子の一人になる。美琴の友達であり、クラスが離れるまでは一緒によく行動していた。
物静かで大人しいが、時折天然ボケと思われる謎の発言を行い周囲を凍らせることがある。また、自分に自信がないためか自分のことを過小評価してしまう癖がある。だが、友達のためには一生懸命になりやすく、お節介と思われるほど人に気を使う。難しい本から漫画まで幅広く本を読んでいる。そのためか視力も低く、普段から眼鏡を着用している。だが、選択肢次第では、コンタクトレンズに変わることもある。
護国静音（みくに しずね）
声：桜川美亜
身長166cm、体重48.8kg、3サイズはB91、W59、H89。血液型O型。
友也とは別の学園に通う少女。明陵学園の3年生。美琴とは弓道でライバル関係になり、お互い話したことはないらしいが、大会でいつも競い合っている。学園が違うことで友也とも面識がなかったが、弓の練習している時に出会うことになる。
基本的にはクールで冷たい態度を取り友也との会話も少なかった。だが、男性に対しては免疫がなく、友也に名前を呼ばれただけで照れたりする。夏休み期間中、大会が始まるまでは神社におり、朝は神社の前を掃除し、夜になると神社の裏手の練習場で弓の練習を行っている。美琴に勝つことに執念を燃やしているが、美琴のことを憎んでいるわけではなく、弓道の精神を認めた上で超えるべき存在として捉えている。
オープニングムービーでは「般若の面を着けた護国」が登場するが本編ではそのような場面はない。ムービーの製作者が護国のことをすごく執念深い女だと捉えたゆえの演出であり、石川泰監督が確認したときはすでに修正不可能な段階に至っていたのだが、彼女の心の一端が見えるからとそのまま許可した。
倉田紘司（くらた こうじ）
声：なし
友也の悪友であり幼なじみ。青雲学園の3年生でクラスメート。友也とよく行動をしているが、彼も幼なじみである美琴とは疎遠となっていた。鈴愛に好意を抱いており、学園最後の夏休みと称して海水浴や肝試しなど様々な計画を企画したりと積極的に行動するが、その成果が出ることは無い。また、鈴愛と交友を深めるために夏休みに入ってから料理部に入部するが、鈴愛が水泳部に入部した後だったりと報われていない。ストーリーによっては水泳部に入部することもある。
藤堂和己
声：なし
青雲学園水泳部の顧問。練習にはあまり干渉しないが、記録の壁に悩む友也にアドバイスを送ったりしてくれる。

## スタッフ
- 原案：手塚鯉三
- シナリオ：片桐政 / 山田光一郎
- 原画：月杜尋 / 悠樹真琴
- OP曲「夏色」
  - 作詞：NOBU／作編曲：KTI／歌：淡雪
- ED曲「ANYTIME」
  - 作詞：NOBU／作編曲：KTI／歌：林田輪朱

## 関連商品
サウンド フロム 夏色小町
品番：LACA-5176／発売日：2003年6月25日／Lantis）
- PCゲームのテーマ曲やゲーム本編BGMなどを収録した、ディレクターズ・カットCD。そのほかゲーム未使用となったOP&EDテーマや、開発陣書下ろしシナリオによる新作ショートドラマを追加収録。ドラマキャスト：中田鈴愛（しおみれい）、護国静音（桜川美亜）、中田友也（野島健児）